# Perithous romanicus
Perithous romanicus là một loài tò vò trong họ Ichneumonidae.